# Бакальское рудоуправление
Бака́льское рудоуправле́ние (до 1918 года — Бакальские железные рудники) — горнообогатительное предприятие железорудной промышленности, расположенное в Саткинском районе Челябинской области. Основано в 1757 году на базе Бакальского месторождения железных руд, являясь одним из старейших горных предприятий Южного Урала.
В разные периоды «Бакальское рудоуправление» входило в структуры треста Уралруда, Магнитогорского металлургического комбината. С 2012 года предприятие входит в структуру НПРО «Урал».
Предприятие производит железорудный концентрат и аглоруду, основным потребителем которых является Челябинский металлургический комбинат, а также строительные материалы.

## История

### Бакальские железные рудники
Летом 1756 года рудознатец Пётр Рябов, служивший приказчиком симбирского купца И. Б. Твердышева, открыл в верховьях Бакала, на склонах Буландихи и Иркускана, выходы жил железной руды на поверхность. Это событие считается датой открытия Бакальских рудников. Разработка месторождений началась в 1757 году.
Братья Иван и Яков Твердышевы и их зять И. С. Мясников, образовав товарищество, в 1747—1765 годы объездили весь Южный Урал и закрепили за собой огромные земельные участки.
После запуска в эксплуатацию Катав-Ивановского завода в конце 1750-х годов для обеспечения его рудой началась разработка Верхнебуланского, Охренского, Успенского и других рудников, характеризовавшимися мягкими охристыми и глинистыми породами. После запуска в начале 1760-х годов Симского и Юрюзань-Ивановского заводов для расширения рудной базы началась разработка новых Тяжёлого, Улановского, Усть-Буланского и других рудников, условия добычи на которых были осложнены более крепкими породами. Эти первые рудники, располагавшиеся по берегам Булана (приток Бакала), получили общее название Буланских. С началом разработки в 1817 году крупнейшего в районе Бакальского рудника все месторождения группы стали называться Бакальскими. Центральный Бакальский рудник сформировался из трёх отдельных исторических разрезов, достигнув к концу 1890-х годов длины в 1 версту. В 1852 году началась разработка Ельничного рудника.
В 1783 году, после смерти братьев Твердышевых и Мясникова, произошел первый крупный раздел Бакальских рудников. Их владельцами стали дочери Мясникова: Ирина Ивановна Бекетова, Екатерина Ивановна Козицкая и Аграфена Ивановна Дурасова.
В XVIII — первой половине XIX века добыча руды на Бакальских рудниках велась открытым способом с использованием ручного труда и тягловой силы. Основными инструментами рабочих на горных работах были лопаты, кайла, ломы, клинья, носилки и тачки. В первые периоды работы рудников схема отработки была бессистемной и хищнической, с поверхности беспорядочно выкапывались траншеи-разносы, пустая порода и менее богатая железом руда сваливались в выработки или оставлялись нетронутыми. Для перевозки руды использовались лошади, запряжённые в двухколёсные тележки. Разрушение твёрдых пород при необходимости производилось пороховыми зарядами. Сырую руду подвергали обжигу в специальных ямах, которые выкапывали на склонах горы. Кучи для обжига формировались чередованием засыпаемых в яму слоёв руды и дров. По данным 1858 года, горные работы к этому времени приобрели более системный характер: выемка пустой породы производилась с формированием уступов, для перевозки руды из забоев прокладывались рельсовые пути.
В конце XIX века Бакальские рудники эксплуатировались несколькими казёнными заводами региона, а также частными Симскими и Катавскими заводами. При этом владельцы и управляющие никак не согласовывали друг с другом свои планы и текущую деятельность на рудниках, что приводило к общему беспорядку в производстве.
На горных работах были заняты мастеровые и работные люди, а также непременные и урочные крепостные заводовладельцев. Существенную долю среди рабочих занимали дети и подростки. Так, на рудниках Симских, Катавских и Юрюзанских заводов в разные периоды времени работали от 100 до 150 взрослых и от 600 до 800 мальчиков возрастом 12—16 лет. Работы велись в летнее время, при этом рабочий день практически соответствовал световому, достигая продолжительности в 15 часов. Тяжёлый физический труд и жестокое обращение с рабочими приводили к частым побегам с работ. В отличие от горных заводов, рудники не имели постоянного населения, пришлые рабочие из Саткинского завода и близлежащих уездов Пермской губернии жили в бараках и одной большой казарме. В периоды наиболее интенсивной добычи количество рабочих достигало 1000 человек.
В 1824 году княгиня Екатерина Александровна Белосельская-Белозерская, дочь Анны Григорьевны Белосельской-Белозерской, урождённой Козицкой, правнучка И. С. Мясникова, вышла замуж за генерала Ивана Онуфриевича Сухозанета и, будучи владелицей Юрюзань-Ивановского железоделательного завода, доверила управление Ивановским, Верхне-Буланским и Успенским рудниками Бакала своему мужу. В 1843 году между владельцами Катав-Ивановского и Юрюзанского заводов произошла ссора, и генерал Сухозанет потребовал выселения с территории Юрюзанского завода крепостных рудокопов, принадлежавших Катав-Ивановскому заводу. Их переселили на земли Катавской дачи, расположенной в глухой тайге.
Объёмы добычи богатых железом бурых железняков на Бакальских рудниках постоянно росли. Если в начале XIX века суммарный годовой объём добычи составлял около 1,1 млн пудов, то в 1830-х годах добыча возросла до 1,5 млн пудов, в начале 1850-х годов — до 1,7 млн пудов, а в 1860 году достигла 2,25 млн пудов. При этом частные Катавские, Юрюзанские и Симские заводы обеспечивали до 87 % общей добычи руды. После отмены крепостного права и перехода на вольнонаёмный труд себестоимость бакальской руды возросла в 3—4 раза, что привело к существенному снижению объёмов добычи. В 1861 году на всех рудниках было добыто суммарно 1,7 млн пудов, в 1862 году — 1,25 млн пудов, в 1863 году — 1,1 млн пудов. Общий объём добычи на Бакальских рудниках с момента основания до 1900 года оценивается в 2 млн т.
В 1899 году Бакальские рудники стали предметом исследования П. А. Земятченского, проведённого в рамках Уральской экспедиции Д. И. Менделеева. В отчёте Земятченский отмечал высокое качество руды и её дешевизну, подчёркивая необходимость строительства железной дороги до рудников.
В начале XX века на Бакальских рудниках были внедрены усовершенствования, направленные на увеличение производительности труда. В небольшом количестве начали применяться пневматические молотки, два паровых экскаватора и печь для обжига руды. В 1900 году открылось железнодорожное сообщение между Бакалом и станцией Бердяуш, с этого времени руда стала отправляться потребителям железнодорожным транспортом. В 1913—1914 годах на средства Симских заводов была построена воздушно-канатная дорога для доставки руды от рудников до железнодорожной станции Бакал. Одна из канатных дорог имела длину 8 км и соединила Тяжёлый рудник с цехом обжига руды.
К 1916 году существовало 17 рудников Бакала, как частных, так и казенных.
Во многом благодаря высокому качеству руды и низкой себестоимости добычи Бакальские рудники относительно благополучно пережили экономический кризис начала XX века и последовавший за ним промышленный упадок. В годы Первой мировой войны рудники поставляли сырьё для заводов, работавших на нужды фронта. В 1918 году рудники были национализированы и простаивали в годы Гражданской войны.

Исторические виды
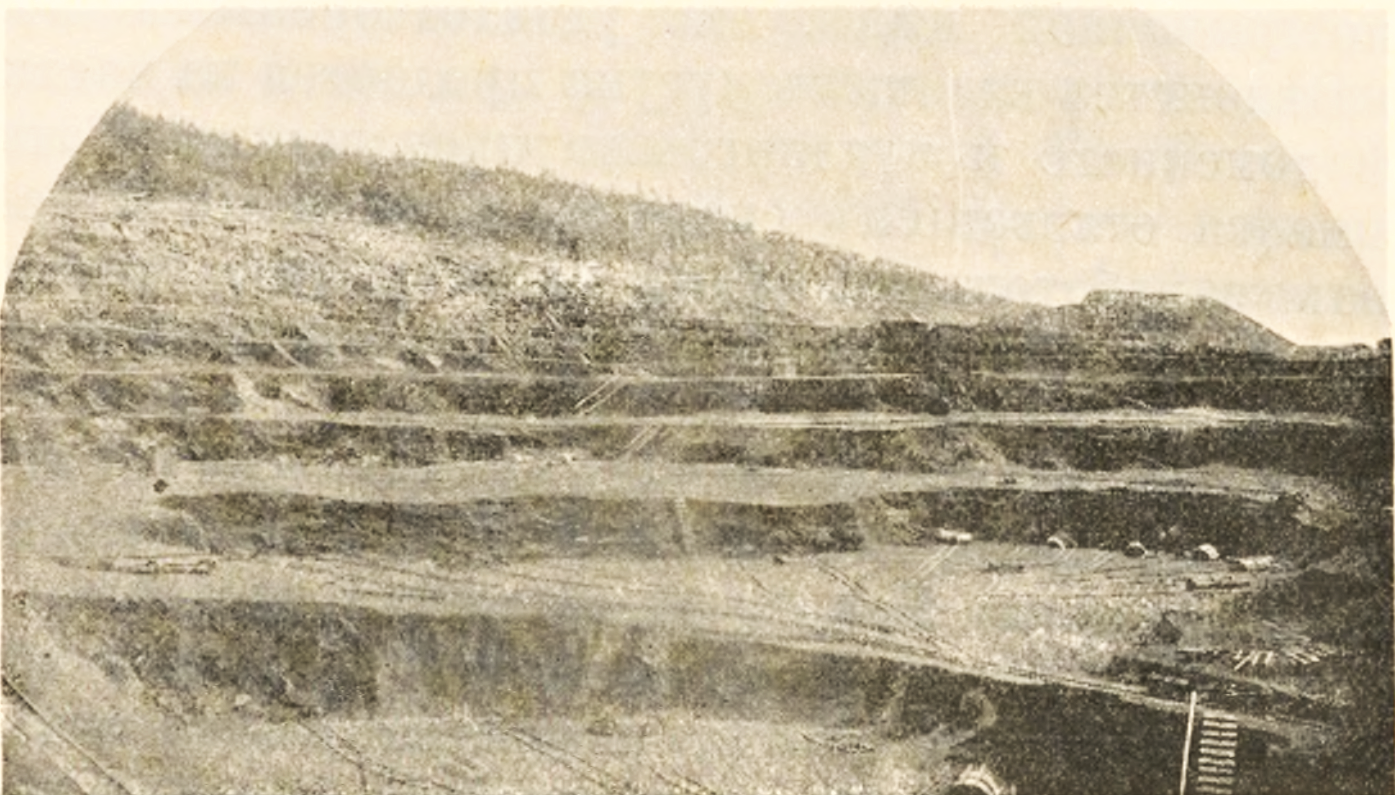
Бакальский рудник (П. А. Земятченский, 1899[1])
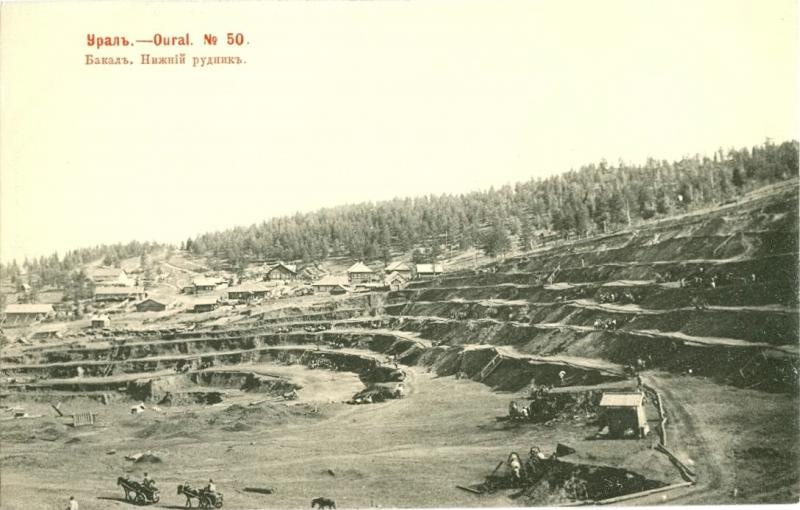
Нижний Бакальский рудник (начало XX века)
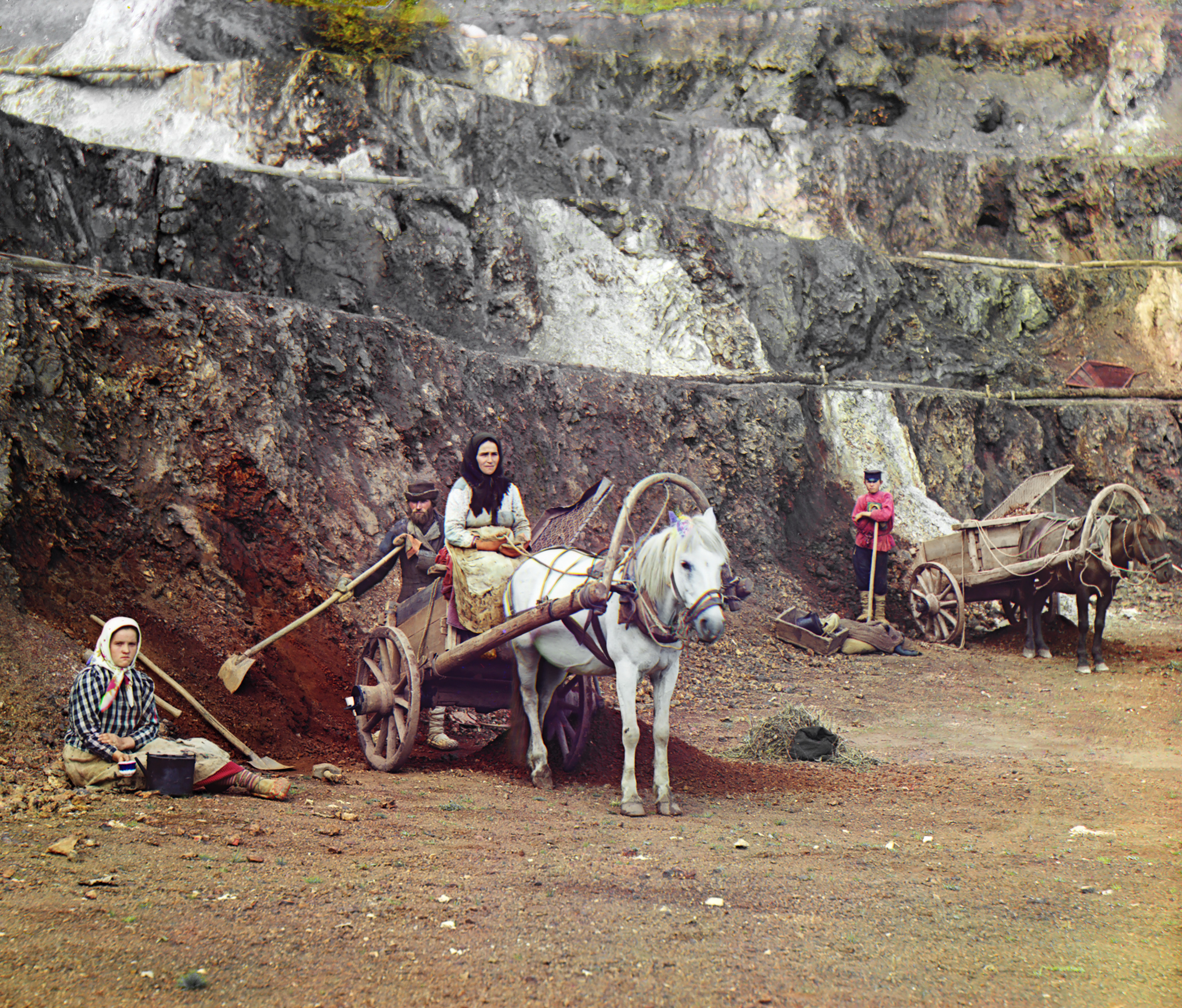
Добыча руды на Бакальском руднике (С. М. Прокудин-Горский, 1910)
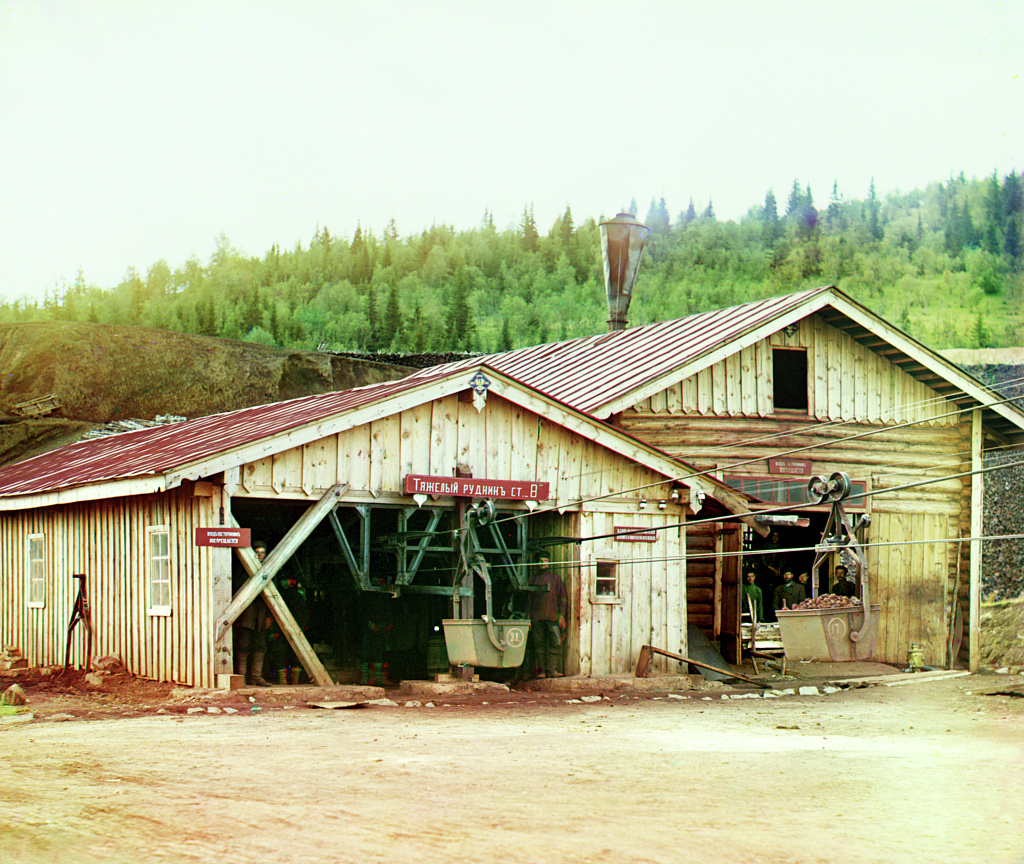
Подвесная канатная дорога на Тяжёлом руднике (С. М. Прокудин-Горский, 1910)

### Бакальское рудоуправление
Восстановление работы рудников, структурно объединённых в единое Бакальское рудоуправление в составе Златоустовского горного округа, началось в 1922—1923 годах. С 1925 года рудоуправление административно подчинялось горному отделу Уралмета в составе Уральского областного совнархоза. Основными потребителями руды в этот период стали запущенные первыми в регионе после простоя доменные печи Саткинского и Катав-Ивановского заводов. Параллельно велась модернизация рудников, были внедрены канатно-ударные буровые станки, новые экскаваторы и скреперы. Это позволило к началу 1930-х годов сократить долю ручного труда на горных работах до 50 %. В этот период на склонах Буландихи действовали Объединённый и Буландинский рудники, на склонах Иркускана — Тяжёлый и Верхне-Буланский рудники, на склонах Шуйды — рудник имени ОГПУ (бывший Успенский). Добыча руды велась круглогодично в основном открытым способом. На Ленинском руднике и руднике Бакальчик, входивших в состав Объединённого, частично использовался подземный способ добычи руды.
15 мая 1930 года постановлением ЦК ВКП(б) «О работе Уралмета» было положено начало масштабной реконструкции Бакальского рудоуправления. В годы первых пятилеток были построены рудопромывальная и дробильно-сортировочная фабрики, а также фабрика для брикетирования мелкой руды. Для сокращения затрат на транспортировку руды были построены несколько подвесных канатных дорог и проложены ширококолейные железнодорожные пути, связавшие рудники со станцией Бакал. На горных работах начали применять тяжёлые пневматические перфораторы с передвижными компрессорами, более мощные буровые станки Армстронг, электрические экскаваторы на гусеничном ходу и электровозы. Общей электрификации рудников способствовал запуск в начале 1930-х годов Челябинской ГРЭС. Проведённые мероприятия позволили достичь в 1935 году объёма добычи руды в 729 тыс. т. Кварцит, содержавшийся в пустой породе, начали поставлять на металлургические заводы для производства ферросилиция. В 1942 году для добычи кварцита был открыт отдельный карьер Рудничный, в 1949 году запустили дробильно-сортировочный комплекс для производства дроблёного кварцита.

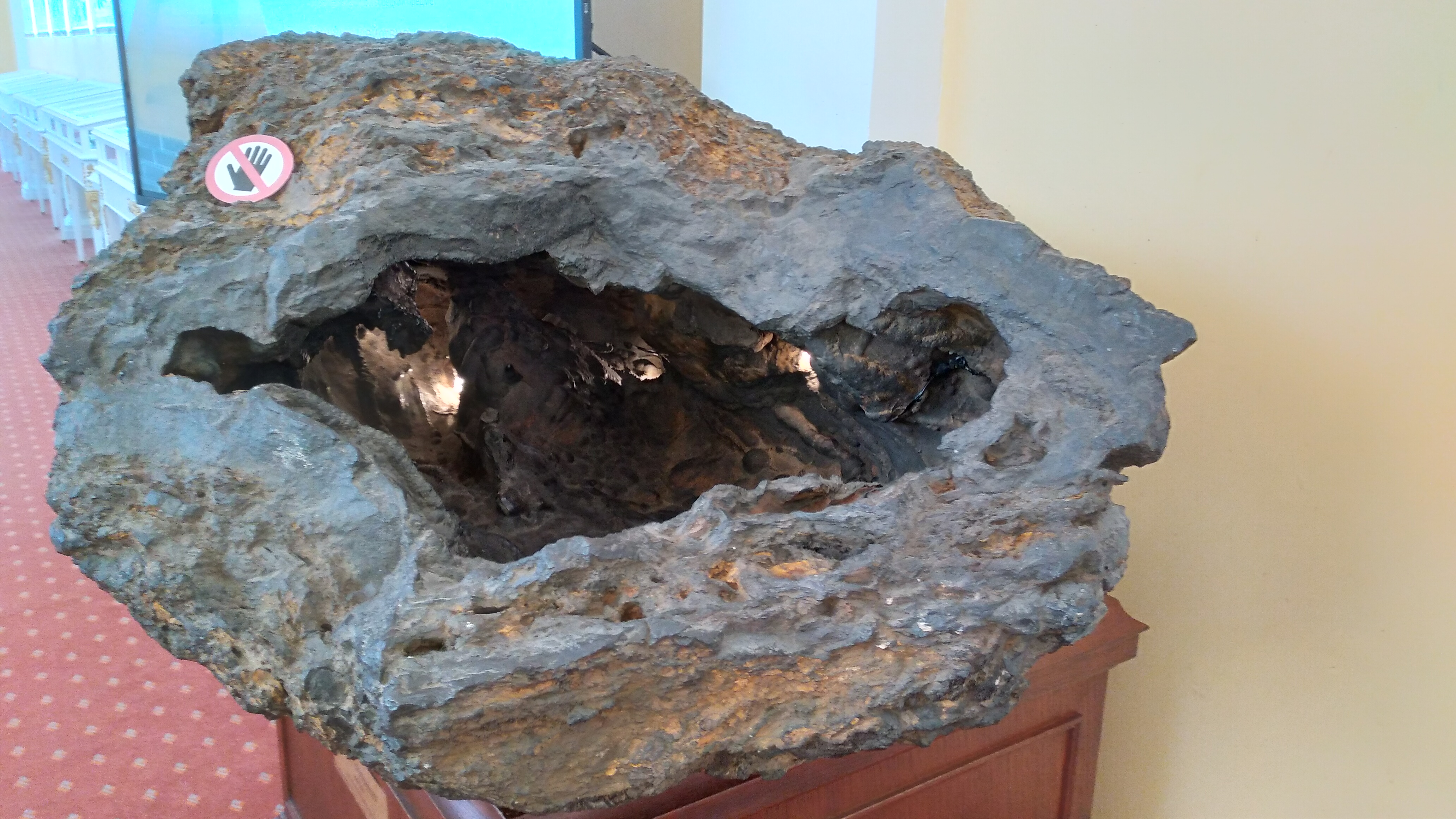
Жеода гётита Бакальского месторождения, Горный музей СПбГУ

В годы Великой Отечественной войны горнодобывающие и металлургические предприятия западных районов страны были оккупированы, что способствовало наращиванию объёмов добычи руды на Урале. Осенью 1941 года на площадку Бакальских рудников было эвакуировано оборудование и рабочие кадры с предприятий Криворожья, была построена аглофабрика. С 1943 года основным потребителем бакальской руды стал Челябинский металлургический завод, до 1942 года носивший название «Бакальский».
В послевоенные годы развитие рудников продолжилось. В конце 1940-х годов были запущены в эксплуатацию несколько новых карьеров, вторая очередь агломерационной и дробильно-сортировочной фабрик, первая очередь сушильного комплекса. Также проводилась дальнейшая электрификация горных работ и технологического транспорта. В начале 1950-х годов объём добычи руды превысил 3 млн т. Основными потребителями руды в этот период были Ашинский, Саткинский и Челябинский заводы. В 1952—1956 годах рудоуправление возглавлял М. М. Горшколепов.
К началу 1960-х годов были практически исчерпаны запасы наиболее ценного компонента бакальских руд — бурого железняка со средним содержанием железа 46,6 %. Началось вовлечение более бедной сидеритовой руды с содержанием железа 33—34 %. С участием нескольких проектных институтов была выбрана схема обогащения сидеритов путём обжига с последующей магнитной сепарацией и получением концентрата с содержанием железа 49 %. Весной 1966 года была заложена шахта Сидеритовая, началась разработка Ново-Бакальского и Петлинского карьеров и строительство обжиговых печей шахтного типа. Для подземной отработки была выбрана схема вскрытия залежей двумя вспомогательными, двумя вентиляционными и наклонным стволом с конвейером для выдачи руды. С 1979 года на месторождении применялась камерная система разработки с высотой камер 20—30 м. На открытых рудниках применяется схема вскрытия внутренними групповыми и одинарными полутраншеями с использованием экскаваторов. Высота рудного уступа составляла 10 м, вскрышного — до 20 м. В 1971 году за успешное выполнение заданий по обеспечению железорудным сырьём металлургических предприятий Южного Урала и повышение эффективности производства Бакальское рудоуправление было награждено орденом Октябрьской Революции.
В 1972 году в рудоуправлении запустили в эксплуатацию первую очередь обогатительной фабрики в составе 9 шахтных печей. В 1979—1981 годах запустили вторую очередь обогатительной фабрики, модернизировали четыре агломашины с увеличением производительности фабрики до 2,3 млн т агломерата в год. Объёмы производства Бакальского рудоуправления в 1970-х — 1980-х годах составляли 2—2,4 млн т агломерата со средним содержанием железа 42 % при уровне добычи руды 4,5—5,4 млн т. В 1977—1988 годах предприятие возглавлял А. И. Медведев.

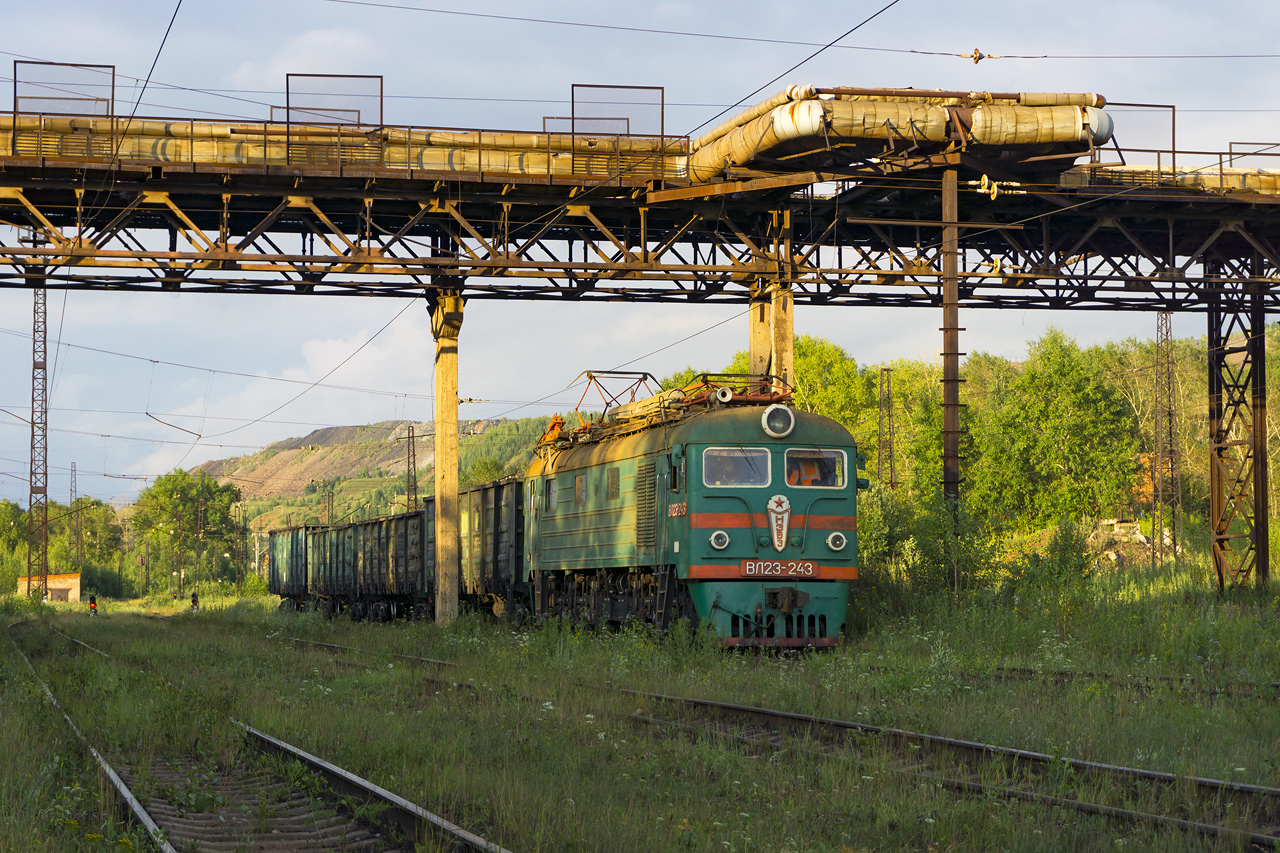
Станция Рудосортировочная

В начале 1990-х годов металлургические заводы сократили выплавку чугуна, что напрямую сказалось на снижении объёмов добычи руды. Бакальское рудоуправление вынужденно отдавало приоритет более рентабельной открытой добыче. Если в 1990 году доля руды, добываемой подземным способом, достигала 27,2 %, то к 1996 году этот показатель снизился до 16,9 %. Общий объём добычи сократился соответственно с 4,59 до 1,36 млн т. Численность персонала рудоуправления в 1990 году составляла 4563 человека, в 1996 году — 3615 человек, в 1998 году — 3299 человек.
В 1992 году предприятие было приватизировано и преобразовано в АООТ «Бакальское рудоуправление». По состоянию на 1996 год в составе рудоуправления функционировали Центральный, Петлинский, Ново-Бакальский и Восточно-Буландихинский карьеры. На горных работах использовались станки СБШ, экскаваторы ЭКГ с объёмом ковша 5 м³, автосамосвалы и электровозы. На шахте Сидеритовой в этот период наиболее глубокий рабочий горизонт находился на отметке −280 м. Основными потребителями бакальской руды и агломерата были Челябинский и Орско-Халиловский металлургические комбинаты.
В начале 1997 года компания прошла процедуру банкротства с назначением внешнего управляющего.
В 2005 году объём добычи руды по рудоуправлению составил 1,4 млн т, в том числе 1 млн т открытым способом, в 2006 году — 1,8 и 1,2 млн т соответственно. Среднее содержание железа в руде в этот период составило 31,4—31,5 %.
До 2012 года контрольный пакет акций рудоуправления принадлежал Магнитогорскому металлургическому комбинату. В середине 2012 года ММК продал 51 % акций компании Atop International Ltd. С 2014 года предприятие находится в тяжёлом финансовом положении. В 2016 году долги перед бюджетами всех уровней составляли более 37 млн рублей, задолженности по выплате заработной платы — 28 млн рублей. В течение 2014—2016 годов были сокращены 300 сотрудников.
В 2021 году после длительного простоя возобновились буровые работы на Ново-Бакальском карьере.